# Số nguyên tố chính quy
Trong lý thuyết số, số nguyên tố chính quy là một loại đặc biệt của số nguyên tố, được định nghĩa bởi Ernst Kummer trong 1850 để chứng minh một số trường hợp của định lý lớn Fermat. Số nguyên tố chính quy có thể định nghĩa qua tính chia hết của số lớp hoặc của số Bernoulli.
Các số nguyên tố chính quy đầu tiên là:
3, 5, 7, 11, 13, 17, 19, 23, 29, 31, 41, 43, 47, 53, 61, 71, 73, 79, 83, 89, 97, 107, 109, 113, 127, 137, 139, 151, 163, 167, 173, 179, 181, 191, 193, 197, 199, ... (dãy số A007703 trong bảng OEIS).

## Lịch sử và động lực
Trong 1850, Kummer đã chứng minh rằng định lý lớn Fermat đúng với số mũ là lũy thừa của p nếu p chính quy. Do đó đưa sự chú ý vào các số nguyên tố chính quy. Trong 1852, Genocchi chứng minh được thêm rằng trường hợp đầu tiên của định lý lớn Fermat đúng cho số nguyên tố p, khi (p, p − 3) không phải cặp số phi chính quy. Kummer cải tiến thêm vào 1857 rằng đối với "trường hợp đầu" của định lý lớn Fermat (xem định lý Sophie Germain), ta đủ để chứng minh rằng hoặc (p, p − 3) hoặc (p, p − 5) không phải cặp phi chính quy.
Kummer tìm được các số nguyên tố phi chính quy cho tới 165. Trong 1963, Lehmer tăng giới hạn lên 10000 , sau đó Selfridge và Pollack báo cáo trong 1964 đã hoàn thành bảng các số nguyên tố phi chính quy lên tới 25000. Mặc dù hai bản sau không được in ra giấy, Johnson tìm ra rằng (p, p − 3) là cặp số phi chính quy với p = 16843 và đây là trường hợp duy nhất cho p < 30000. Ta tìm được thêm một số khác vào năm 1993 với p = 2124679; xem thêm số nguyên tố Wolstenholme.

## Định nghĩa

### Định nghĩa bằng số lớp
Số nguyên tố lẻ p là số nguyên tố chính quy nếu nó không phải là ước của số lớp của trường cyclotomic thứ p :Q(ζp), với ζp là căn đơn vị nguyên thủy thứ p, danh sách các số được liệt kê trong  A000927. Số 2 cũng được coi là số nguyên tố chính quy
Số lớp của trường cyclotomic là số các ideal của vành số nguyên
Z(ζp) xê xích tương đương. Hai ideal I, J được gọi là tương đương nhau nếu tồn tại u khác không thuộc Q(ζp) sao cho I = uJ.

### Định nghĩa theo Kummer
Ernst Kummer (Kummer 1850) đưa ra một định nghĩa tương đương khác rằng p chính quy khi và chỉ khi p không phải là ước của bất kỳ số Bernoulli Bk với k = 2, 4, 6, ..., p − 3.
Bài chứng minh của Kummer rằng định nghĩa này tương đương với định nghĩa bằng số lớp được gia cố thêm bằng định lý Herbrand–Ribet

## Giả thuyết Siegel
Hiện đang có giả thuyết rằng có vô hạn số nguyên tố chính quy. Và chính xác hơn thì Carl Ludwig Siegel (1964) giả thuyết thêm rằng khoảng e−1/2, hay khoảng 60.65% của tất cả các số nguyên tố là số nguyên tố chính quy theo ngôn ngữ tiệm cận với mật độ tự nhiên. Hiện giờ chưa có giả thuyết nào được chứng minh.

## Số nguyên tố phi chính quy
Số nguyên tố lẻ không chính quy được gọi là số nguyên tố phi chính quy (hay B-phi chính quy để phân biệt với các dạng phi chính quy bên dưới). Một số số nguyên tố phi chính quy đầu tiên là:
37, 59, 67, 101, 103, 131, 149, 157, 233, 257, 263, 271, 283, 293, 307, 311, 347, 353, 379, 389, 401, 409, 421, 433, 461, 463, 467, 491, 523, 541, 547, 557, 577, 587, 593, ... (dãy số A000928 trong bảng OEIS)

### Tính vô hạn
K. L. Jensen (một học trò của Nielsen) trong 1915 đã chứng minh được rằng có vô số số nguyên tố phi chính quy dưới dạng 4n + 3.

Trong 1954 Carlitz đưa ra kết quả yếu hơn rằng nhìn chung có vô số nguyên tố phi chính quy.
Metsänkylä chứng minh rằng với bất kỳ số nguyên T > 6, có vô số số nguyên tố phi chính quy không nằm dưới dạng mT + 1 hay mT − 1, sau này tổng quát thêm.

### Cặp số phi chính quy
Nếu p là số nguyên tố phi chính quy và p là ước của số Bernoulli B2k cho 0 < 2k < p − 1, thì (p, 2k) được gọi là cặp phi chính quy.  Nói cách khác, cặp số này được dùng để kiểm tra xem với số nguyên tố p, xem chỉ số của số Bernoulli mà tại đó mất tính chính quy. Các cặp đầu tiên (xếp thứ tự bởi k) là:
(691, 12), (3617, 16), (43867, 18), (283, 20), (617, 20), (131, 22), (593, 22), (103, 24), (2294797, 24), (657931, 26), (9349, 28), (362903, 28), ... (dãy số A189683 trong bảng OEIS).
Các số k chẵn nhỏ sao cho số nguyên tố phi chính quy thứ n là ước của Bk là
32, 44, 58, 68, 24, 22, 130, 62, 84, 164, 100, 84, 20, 156, 88, 292, 280, 186, 100, 200, 382, 126, 240, 366, 196, 130, 94, 292, 400, 86, 270, 222, 52, 90, 22, ... (dãy số A035112 trong bảng OEIS)
Đối với số nguyên tố p, số các cặp chứa p được gọi là chỉ số phi chính quy của p.  Do đó, số nguyên tố được gọi là chính quy khi chỉ số phi chính quy của nó bằng không. Tương tự như vậy, số nguyên tố phi chính quy khi chỉ số phi chính quy của nó dương.
Ta phát hiện ra rằng (p, p − 3) là cặp phi chính quy cho p = 16843 và p = 2124679. Không có p nào khác cho p < 109.

### Chỉ số phi chính quy
Số nguyên tố p có chỉ số phi chính quy n khi và chỉ khi có n giá trị k thỏa mãn p là ước của B2k và các giả trị k này đều nhỏ hơn (p − 1)/2. Số nguyên tố lẻ đầu tiên có chỉ số phi chính quy lớn hơn 1 là số 157, là ước của B62 và B110, nên nó có chỉ số bằng 2. Chỉ số của số nguyên tố chính quy bằng 0.
Dãy chỉ số phi chính quy của số nguyên tố thứ n là
0, 0, 0, 0, 0, 0, 0, 0, 0, 0, 1, 0, 0, 0, 0, 1, 0, 1, 0, 0, 0, 0, 0, 0, 1, 1, 0, 0, 0, 0, 1, 0, 0, 1, 0, 2, 0, 0, 0, 0, 0, 0, 0, 0, 0, 0, 0, 0, 0, 1, 0, 0, 0, 1, 1, 0, 1, 0, 0, 1, 1, 1, 1, 0, 0, 0, 0, 1, 0, 2, 0, ... (Bắt đầu với n = 2, hoặc p = 3) (dãy số A091888 trong bảng OEIS)
Dãy chỉ số phi chính quy của số nguyên tố phi chính quy thứ n là
1, 1, 1, 1, 1, 1, 1, 2, 1, 1, 1, 1, 1, 1, 1, 1, 1, 2, 2, 1, 1, 1, 1, 1, 1, 1, 2, 3, 1, 1, 2, 1, 1, 2, 1, 1, 1, 3, 1, 2, 3, 1, 1, 2, 1, 1, 2, 1, 1, 1, 1, 1, 1, 2, 1, 1, 1, 1, 1, 1, 1, 2, 1, 1, 1, 1, 1, 1, 3, 1, 1, 1, ... (dãy số A091887 trong bảng OEIS)
Các số nguyên tố với chỉ số phi chính quy bằng 1 là
37, 59, 67, 101, 103, 131, 149, 233, 257, 263, 271, 283, 293, 307, 311, 347, 389, 401, 409, 421, 433, 461, 463, 523, 541, 557, 577, 593, 607, 613, 619, 653, 659, 677, 683, 727, 751, 757, 761, 773, 797, 811, 821, 827, 839, 877, 881, 887, 953, 971, ... (dãy số A073276 trong bảng OEIS)
Các số nguyên tố với chỉ số phi chính quy bằng 2 là
157, 353, 379, 467, 547, 587, 631, 673, 691, 809, 929, 1291, 1297, 1307, 1663, 1669, 1733, 1789, 1933, 1997, 2003, 2087, 2273, 2309, 2371, 2383, 2423, 2441, 2591, 2671, 2789, 2909, 2957, ... (dãy số A073277 trong bảng OEIS)
Các số nguyên tố với chỉ số phi chính quy bằng 3 là
491, 617, 647, 1151, 1217, 1811, 1847, 2939, 3833, 4003, 4657, 4951, 6763, 7687, 8831, 9011, 10463, 10589, 12073, 13217, 14533, 14737, 14957, 15287, 15787, 15823, 16007, 17681, 17863, 18713, 18869, ... (dãy số A060975 trong bảng OEIS)

## Các dạng tổng quát

### Số nguyên tố phi chính quy Euler
Tương tự đối với các số Euler, ta định nghĩa số nguyên tố phi chính quy Euler (hay E-phi chính quy) là số nguyên tố p là ước của ít nhất một số Euler E2n với 0 < 2n ≤ p − 3. Các số nguyên tố phi chính quy Euler đầu tiên là
19, 31, 43, 47, 61, 67, 71, 79, 101, 137, 139, 149, 193, 223, 241, 251, 263, 277, 307, 311, 349, 353, 359, 373, 379, 419, 433, 461, 463, 491, 509, 541, 563, 571, 577, 587, ... (dãy số A120337 trong bảng OEIS)
Dãy các cặp phi chính quy Euler là
(61, 6), (277, 8), (19, 10), (2659, 10), (43, 12), (967, 12), (47, 14), (4241723, 14), (228135437, 16), (79, 18), (349, 18), (84224971, 18), (41737, 20), (354957173, 20), (31, 22), (1567103, 22), (1427513357, 22), (2137, 24), (111691689741601, 24), (67, 26), (61001082228255580483, 26), (71, 28), (30211, 28), (2717447, 28), (77980901, 28), ...
Vandiver chứng minh rằng định lý lớn Fermat (xp + yp = zp) không có nghiệm nguyên x, y, z với gcd(xyz, p) = 1 nếu p là số nguyên tố chính quy Euler. Gut chứng minh rằng x2p + y2p = z2p không có nghiệm nguyên nếu p có chỉ số phi chính quy Euler nhỏ hơn 5.
Hiện đã chứng minh được rằng có vô hạn số nguyên tố phi chính quy Euler. Một kết quả mạnh hơn thu được như sau: có vô hạn số nguyên tố phi chính quy Euler đồng dư với 1 khi mô đun 8. Giống với trường hợp B-chính quy của Kummer, hiện vẫn chưa biết được liệu có vô số số nguyên tố chính quy Euler.

### Số nguyên tố phi chính quy mạnh
Số nguyên tố p được gọi là phi chính quy mạnh nếu nó vừa B-phi chính quy và E-phi chính quy (chỉ số của số Bernoulli và số Euler chia hết cho p có thể bằng nhau hoặc khác nhau). Các số nguyên tố phi chính quy mạnh đầu tiên là
67, 101, 149, 263, 307, 311, 353, 379, 433, 461, 463, 491, 541, 577, 587, 619, 677, 691, 751, 761, 773, 811, 821, 877, 887, 929, 971, 1151, 1229, 1279, 1283, 1291, 1307, 1319, 1381, 1409, 1429, 1439, ... (dãy số A128197 trong bảng OEIS)
Chứng minh định lý lớn Fermat cho số nguyên tố phi chính quy mạnh p khó hơn nhiều (bởi Kummer đã chứng minh trước trường hợp đầu tiên của định lý lớn Fermat cho các số nguyên tố B-chính quy, và Vandiver chứng minh định lý lờn Fermat cho các số nguyên tố E-chính quy), điểm khó nhất gặp phải là không chỉ p là số nguyên tố phi chính quy mạnh, mà các số 2p + 1, 4p + 1, 8p + 1, 10p + 1, 14p + 1, và 16p + 1 còn đều là hợp số (Legendre chứng minh định lý lờn Fermat cho các số nguyên tố p thoả mãn ít nhất một trong các số 2p + 1, 4p + 1, 8p + 1, 10p + 1, 14p + 1, và 16p + 1 là số nguyên tố), các số nguyên tố p thoả mãn tính chất đó nằm trong dãy
263, 311, 379, 461, 463, 541, 751, 773, 887, 971, 1283, ...

### Số nguyên tố phi chính quy yếu
Số nguyên tố p được gọi là phi chính quy yếu nếu nó không B-phi chính quy hoặc E-phi chính quy (hoặc không cả hai). Các số nguyên tố phi chính quy yếu đầu tiên là
19, 31, 37, 43, 47, 59, 61, 67, 71, 79, 101, 103, 131, 137, 139, 149, 157, 193, 223, 233, 241, 251, 257, 263, 271, 277, 283, 293, 307, 311, 347, 349, 353, 373, 379, 389, 401, 409, 419, 421, 433, 461, 463, 491, 509, 523, 541, 547, 557, 563, 571, 577, 587, 593, ... (dãy số A250216 trong bảng OEIS)
Giống với tính phi chính quy Bernoulli, phi chính quy yếu có quan hệ với tính chia hết của số lớp của trường cyclotomic. Cụ thể, số nguyên tố p phi chính quy yếu khi và chỉ khi p là ước của trường cyclotomic thứ 4p (tức trường Q(ζ4p).

#### Cặp phi chính quy yếu
Trong đoạn dưới đây, lưu ý rằng "an" là tử số của số Bernoulli thứ n nếu n chẵn, và là số Euler thứ (n − 1) nếu n lẻ (dãy số A246006 trong bảng OEIS).
Bởi với mọi số nguyên tố lẻ p, p là ước của ap khi và chỉ khi p đồng dư với 1 mô đun 4, và bởi vì p là ước của mẫu số của số Bernoulli thứ (p − 1) với mọi số nguyên tố lẻ p, nên cho bất kỳ số nguyên tố lẻ p, p không thể là ước của ap−1. Bên cạnh đó, p là ước của an (và 2p không là ước của n) khi và chỉ khi p cũng là ước của an+k(p−1) (nếu 2p là ước của n, thì câu này phải đổi thành "p cũng là ước của an+2kp". Hơn nữa, nếu 2p là ước của n và p(p − 1) không phải là ước của n, thì p là ước của an.) cho mọi số nguyên k (cần điều kiện n + k(p − 1) > 1). Ví dụ chẳng hạn, bởi 19 là ước của a11 và 2 × 19 = 38 không phải là ước của 11, nên 19 là ước của a18k+11 với mọi k. Do đó, trong định nghĩa của cặp phi chính quy (p, n), giá trị n nên không quá p − 2.
Bảng sau liệt kê các cặp phi chính quy thoả mãn số nguyên tố lẻ p ≤ 661:
| p  | các số nguyên 0 ≤ n ≤ p − 2 sao cho p là ước của an | p   | các số nguyên 0 ≤ n ≤ p − 2 sao cho p là ước của an | p   | các số nguyên 0 ≤ n ≤ p − 2 sao cho p là ước của an | p   | các số nguyên 0 ≤ n ≤ p − 2 sao cho p là ước của an | p   | các số nguyên 0 ≤ n ≤ p − 2 sao cho p là ước của an | p   | các số nguyên 0 ≤ n ≤ p − 2 sao cho p là ước của an |
| 3  |                                                     | 79  | 19                                                  | 181 |                                                     | 293 | 156                                                 | 421 | 240                                                 | 557 | 222                                                 |
| 5  |                                                     | 83  |                                                     | 191 |                                                     | 307 | 88, 91, 137                                         | 431 |                                                     | 563 | 175, 261                                            |
| 7  |                                                     | 89  |                                                     | 193 | 75                                                  | 311 | 87, 193, 292                                        | 433 | 215, 366                                            | 569 |                                                     |
| 11 |                                                     | 97  |                                                     | 197 |                                                     | 313 |                                                     | 439 |                                                     | 571 | 389                                                 |
| 13 |                                                     | 101 | 63, 68                                              | 199 |                                                     | 317 |                                                     | 443 |                                                     | 577 | 52, 209, 427                                        |
| 17 |                                                     | 103 | 24                                                  | 211 |                                                     | 331 |                                                     | 449 |                                                     | 587 | 45, 90, 92                                          |
| 19 | 11                                                  | 107 |                                                     | 223 | 133                                                 | 337 |                                                     | 457 |                                                     | 593 | 22                                                  |
| 23 |                                                     | 109 |                                                     | 227 |                                                     | 347 | 280                                                 | 461 | 196, 427                                            | 599 |                                                     |
| 29 |                                                     | 113 |                                                     | 229 |                                                     | 349 | 19, 257                                             | 463 | 130, 229                                            | 601 |                                                     |
| 31 | 23                                                  | 127 |                                                     | 233 | 84                                                  | 353 | 71, 186, 300                                        | 467 | 94, 194                                             | 607 | 592                                                 |
| 37 | 32                                                  | 131 | 22                                                  | 239 |                                                     | 359 | 125                                                 | 479 |                                                     | 613 | 522                                                 |
| 41 |                                                     | 137 | 43                                                  | 241 | 211, 239                                            | 367 |                                                     | 487 |                                                     | 617 | 20, 174, 338                                        |
| 43 | 13                                                  | 139 | 129                                                 | 251 | 127                                                 | 373 | 163                                                 | 491 | 292, 336, 338, 429                                  | 619 | 371, 428, 543                                       |
| 47 | 15                                                  | 149 | 130, 147                                            | 257 | 164                                                 | 379 | 100, 174, 317                                       | 499 |                                                     | 631 | 80, 226                                             |
| 53 |                                                     | 151 |                                                     | 263 | 100, 213                                            | 383 |                                                     | 503 |                                                     | 641 |                                                     |
| 59 | 44                                                  | 157 | 62, 110                                             | 269 |                                                     | 389 | 200                                                 | 509 | 141                                                 | 643 |                                                     |
| 61 | 7                                                   | 163 |                                                     | 271 | 84                                                  | 397 |                                                     | 521 |                                                     | 647 | 236, 242, 554                                       |
| 67 | 27, 58                                              | 167 |                                                     | 277 | 9                                                   | 401 | 382                                                 | 523 | 400                                                 | 653 | 48                                                  |
| 71 | 29                                                  | 173 |                                                     | 281 |                                                     | 409 | 126                                                 | 541 | 86, 465                                             | 659 | 224                                                 |
| 73 |                                                     | 179 |                                                     | 283 | 20                                                  | 419 | 159                                                 | 547 | 270, 486                                            | 661 |                                                     |

Các số nguyên tố dưới 1000 có chỉ số phi chính quy yếu bằng 3 là 307, 311, 353, 379, 577, 587, 617, 619, 647, 691, 751, và 929. Bên cạnh đó, 491 là số nguyên tố duy nhất dưới 1000 có chỉ số phi chính quy yếu bằng 4, và các số nguyên tố lẻ còn lại dưới 1000 có chỉ số phi chính quy yếu bằng 0, 1, hoặc 2. (Chỉ số phi chính yếu được định nghĩa là số các số nguyên 0 ≤ n ≤ p − 2 thoả mãn p là ước của an.)
Bảng sau liệt kê các cặp phi chính quy với n ≤ 63. (Để tìm ra các cặp này, ta chỉ cần phân tích thừa số 
của an. Lấy ví dụ, a34 = 17 × 151628697551, nhưng 17 < 34 + 2, nên cặp phi chính quy duy nhất với n = 34 là (151628697551, 34)) (đối với các  n chẵn lên tới 300 và các n lẻ lên tới 201, xem ).
| n  | các số nguyên tố p ≥ n + 2 sao cho p là ước của an | n  | các số nguyên tố p ≥ n + 2 sao cho p là ước của an                                   |
| 0  |                                                    | 32 | 37, 683, 305065927                                                                   |
| 1  |                                                    | 33 | 930157, 42737921, 52536026741617                                                     |
| 2  |                                                    | 34 | 151628697551                                                                         |
| 3  |                                                    | 35 | 4153, 8429689, 2305820097576334676593                                                |
| 4  |                                                    | 36 | 26315271553053477373                                                                 |
| 5  |                                                    | 37 | 9257, 73026287, 25355088490684770871                                                 |
| 6  |                                                    | 38 | 154210205991661                                                                      |
| 7  | 61                                                 | 39 | 23489580527043108252017828576198947741                                               |
| 8  |                                                    | 40 | 137616929, 1897170067619                                                             |
| 9  | 277                                                | 41 | 763601, 52778129, 359513962188687126618793                                           |
| 10 |                                                    | 42 | 1520097643918070802691                                                               |
| 11 | 19, 2659                                           | 43 | 137, 5563, 13599529127564174819549339030619651971                                    |
| 12 | 691                                                | 44 | 59, 8089, 2947939, 1798482437                                                        |
| 13 | 43, 967                                            | 45 | 587, 32027, 9728167327, 36408069989737, 238716161191111                              |
| 14 |                                                    | 46 | 383799511, 67568238839737                                                            |
| 15 | 47, 4241723                                        | 47 | 285528427091, 1229030085617829967076190070873124909                                  |
| 16 | 3617                                               | 48 | 653, 56039, 153289748932447906241                                                    |
| 17 | 228135437                                          | 49 | 5516994249383296071214195242422482492286460673697                                    |
| 18 | 43867                                              | 50 | 417202699, 47464429777438199                                                         |
| 19 | 79, 349, 87224971                                  | 51 | 5639, 1508047, 10546435076057211497, 67494515552598479622918721                      |
| 20 | 283, 617                                           | 52 | 577, 58741, 401029177, 4534045619429                                                 |
| 21 | 41737, 354957173                                   | 53 | 1601, 2144617, 537569557577904730817, 429083282746263743638619                       |
| 22 | 131, 593                                           | 54 | 39409, 660183281, 1120412849144121779                                                |
| 23 | 31, 1567103, 1427513357                            | 55 | 2749, 3886651, 78383747632327, 209560784826737564385795230911608079                  |
| 24 | 103, 2294797                                       | 56 | 113161, 163979, 19088082706840550550313                                              |
| 25 | 2137, 111691689741601                              | 57 | 5303, 7256152441, 52327916441, 2551319957161, 12646529075062293075738167             |
| 26 | 657931                                             | 58 | 67, 186707, 6235242049, 37349583369104129                                            |
| 27 | 67, 61001082228255580483                           | 59 | 1459879476771247347961031445001033, 8645932388694028255845384768828577               |
| 28 | 9349, 362903                                       | 60 | 2003, 5549927, 109317926249509865753025015237911                                     |
| 29 | 71, 30211, 2717447, 77980901                       | 61 | 6821509, 14922423647156041, 190924415797997235233811858285255904935247               |
| 30 | 1721, 1001259881                                   | 62 | 157, 266689, 329447317, 28765594733083851481                                         |
| 31 | 15669721, 28178159218598921101                     | 63 | 101, 6863, 418739, 1042901, 91696392173931715546458327937225591842756597414460291393 |

Bảng sau liệt kê các cặp phi chính quy (p, p − n) (n ≥ 2), hiện ta đang phỏng đoán rằng có vô hạn cặp phi chính quy (p, p − n) với mọi số tự nhiên n ≥ 2, nhưng mới chỉ một ít được tìm thấy khi cố định n và thậm chí còn có một số giá trị của n vẫn chưa tìm thấy số nguyên tố p đi kèm.
| n  | Số nguyên tố p sao cho p là ước của ap−n (các giá trị p được kiểm tra lên tới 20000) | Dãy OEIS |
| 2  | 149, 241, 2946901, 16467631, 17613227, 327784727, 426369739, 1062232319, ...         | A198245  |
| 3  | 16843, 2124679, ...                                                                  | A088164  |
| 4  | ...                                                                                  |          |
| 5  | 37, ...                                                                              |          |
| 6  | ...                                                                                  |          |
| 7  | ...                                                                                  |          |
| 8  | 19, 31, 3701, ...                                                                    |          |
| 9  | 67, 877, ...                                                                         | A212557  |
| 10 | 139, ...                                                                             |          |
| 11 | 9311, ...                                                                            |          |
| 12 | ...                                                                                  |          |
| 13 | ...                                                                                  |          |
| 14 | ...                                                                                  |          |
| 15 | 59, 607, ...                                                                         |          |
| 16 | 1427, 6473, ...                                                                      |          |
| 17 | 2591, ...                                                                            |          |
| 18 | ...                                                                                  |          |
| 19 | 149, 311, 401, 10133, ...                                                            |          |
| 20 | 9643, ...                                                                            |          |
| 21 | 8369, ...                                                                            |          |
| 22 | ...                                                                                  |          |
| 23 | ...                                                                                  |          |
| 24 | 17011, ...                                                                           |          |
| 25 | ...                                                                                  |          |
| 26 | ...                                                                                  |          |
| 27 | ...                                                                                  |          |
| 28 | ...                                                                                  |          |
| 29 | 4219, 9133, ...                                                                      |          |
| 30 | 43, 241, ...                                                                         |          |
| 31 | 3323, ...                                                                            |          |
| 32 | 47, ...                                                                              |          |
| 33 | 101, 2267, ...                                                                       |          |
| 34 | 461, ...                                                                             |          |
| 35 | ...                                                                                  |          |
| 36 | 1663, ...                                                                            |          |
| 37 | ...                                                                                  |          |
| 38 | 101, 5147, ...                                                                       |          |
| 39 | 3181, 3529, ...                                                                      |          |
| 40 | 67, 751, 16007, ...                                                                  |          |
| 41 | 773, ...                                                                             |          |